# Oscar Zia
Oscar Zia (ur. 10 października 1996 roku w Svedali) – szwedzki piosenkarz i autor tekstów.

## Życiorys

### Dzieciństwo
Urodził się 10 października 1996 roku w Svedali, jest jedynym dzieckiem Paolo i Elisabet Ziów. Jego rodzina ma włoskie korzenie.

### Kariera

#### 2012–2013:X FactoriLet’s Dance
Zaczął śpiewać w wieku 7-8 lat. Jesienią 2012 wziął udział w przesłuchaniach do pierwszej edycji szwedzkiej wersji programu X Factor. Za interpretację piosenki Davida Guetty „Without You” zdobył awans do kolejnego etapu i trafił do grupy „Chłopcy”, której mentorem był Ison Glasgow. Zakwalifikował się do odcinków na żywo i zajął ósme miejsce, odpadając w piątym tygodniu.
W 2013 wystąpił jako chórzysta Behranga Miriego w trakcie szwedzkich eliminacji eurowizyjnych Melodifestivalen 2013. Wiosną tego samego roku brał udział w ósmej edycji programu Let’s Dance, będącej szwedzką wersją formatu Dancing with the Stars. Jego partnerką taneczną była Maria Bild, z którą zajął drugie miejsce w finale. W maju wydał swój debiutancki singiel – „#Fail”.

#### Od 2014:MelodifestivaleniI Don’t Know How to Dance

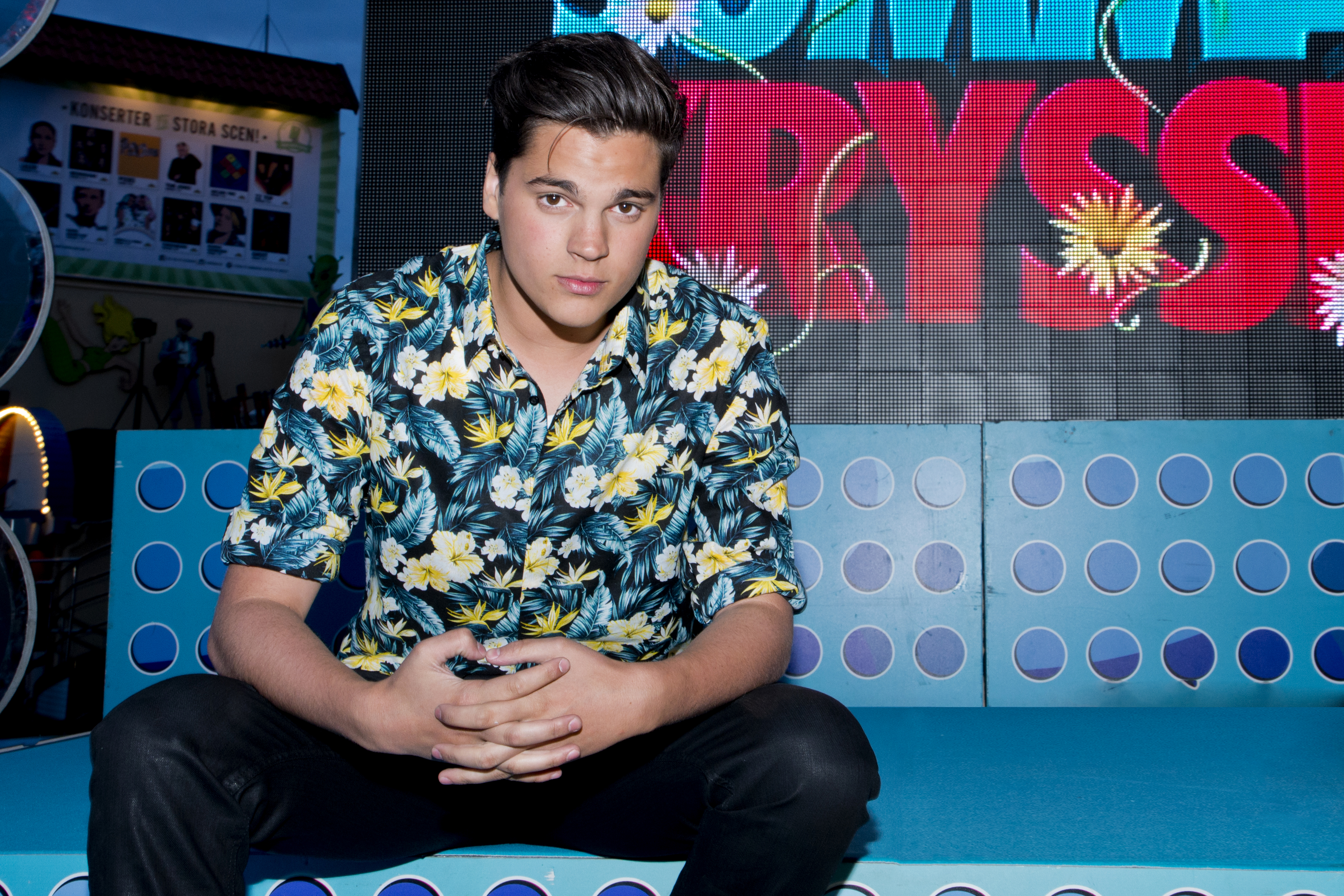
Oscar Zia na festiwalu Sommarkrysset, czerwiec 2014

W 2014 z piosenką „Yes We Can” wziął udział w krajowych eliminacjach eurowizyjnych Melodifestivalen 2014. 15 lutego wystąpił w trzecim półfinale selekcji i z pierwszego miejsca awansował do finału, rozgrywanym 8 marca. Zajął w nim ósme miejsce. Pod koniec miesiąca wydał debiutancki album studyjny, zatytułowany I Don’t Know How to Dance. W maju był jednym z członków szwedzkiego panelu jurorskiego w 59. Konkursie Piosenki Eurowizji. 
W 2016 z piosenką „Human” wziął udział w Melodifestivalen 2016. 20 lutego wystąpił w trzecim półfinale selekcji i z drugiego miejsca awansował do finału, który został rozegrany 12 marca. Zajął w nim drugie miejsce, przegrywając jedynie z Fransem i jego piosenką „If I Were Sorry”. Singiel uzyskał status platynowej płyty za sprzedaż w kraju. W lipcu wydał singiel „I Want You”.

### Życie prywatne
W lutym 2016 roku wyznał, że jest gejem.

## Dyskografia

### Albumy studyjne
- I Don’t Know How to Dance (2014)

### Single
- 2013 – „#FAIL”
- 2014 – „Yes We Can”
- 2014 – „Ballare con me”
- 2016 – „Human”
- 2016 – „I Want You”